# Oxsjön (Almunge socken, Uppland)
Oxsjön är en sjö i Uppsala kommun i Uppland och ingår i Norrströms huvudavrinningsområde.